# Nyugati koboldmaki
A nyugati koboldmaki vagy szundai koboldmaki (Cephalopachus bancanus), korábban (Tarsius bancanus) a főemlősök rendjébe, a koboldmakifélék családjába tartozó emlősfaj.
Mivel eléggé különbözik az összes többi koboldmakifajtól, így újabban ismét a Cephalopachus monotipikus nembe sorolják.

## Elterjedése
Főleg Borneón, kisebb részt Szumátrán él.

## Megjelenése, életmódja
Hátsó lábai különösen hosszúak. Feje és törzse együtt kb. 13 cm, farka kb. 22 cm hosszú; testtömege mintegy 120 g.
Magányosan él; a többi koboldmakiféléhez hasonlóan éjjel aktív.

## Alfajai
- Tarsius bancanus bancanus - Szumátra déli része
- Tarsius bancanus saltator (Elliot, 1910) - Belitung sziget (Szumátra mellett)
- Tarsius bancanus natunensis (Chasen, 1940) - Natuna sziget (Szumátra mellett)
- Tarsius bancanus borneanus (Elliot, 1910) - Borneó

## Külső hivatkozások
- A faj szerepel a Természetvédelmi Világszövetség Vörös Listáján. IUCN. (Hozzáférés: 2009. szeptember 14.)
- Magyar nagylexikon  XI. (Kir–Lem). Főszerk. Bárány Lászlóné. Budapest: Magyar Nagylexikon. 2000.   156. o. ISBN 963-9257-04-4